# Torrente Valnontey
De Torrente Valnontey (Italiaans) of Torrent Valnontey (Frans) is een Italiaanse beek in het Valnontey. De beek stroomt door de Grajische Alpen in het Aostadal. De beek loopt vanaf de Tribulazionegletsjer bij de Gran Paradiso langs Vermianaz, Valnontey en Buthier naar de Grand Eyvia bij Crétaz. Het laagste punt van de beek is bij de monding in de Grand Eyvia op ongeveer 1525 meter. Het hoogste punt van de beek is onder de Gran Paradiso. (Deze is 4061 meter.) Het is vaak een woeste beek door de verschillende gletsjers in het Valnontey. In het verleden zijn er verschillende aardverschuivingen geweest die de loop van de beek veranderd hebben.